# Eduardo Lopes (ciclista)

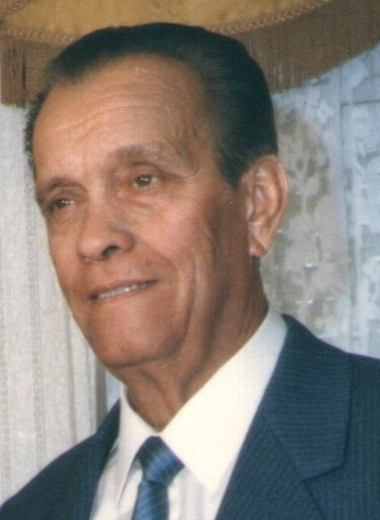
Eduardo Lopes (1987)

Eduardo Lopes (Socorro, 22 de dezembro de 1917 — 22 de agosto de 1997) foi um ciclista profissional português, de estrada e de pista.

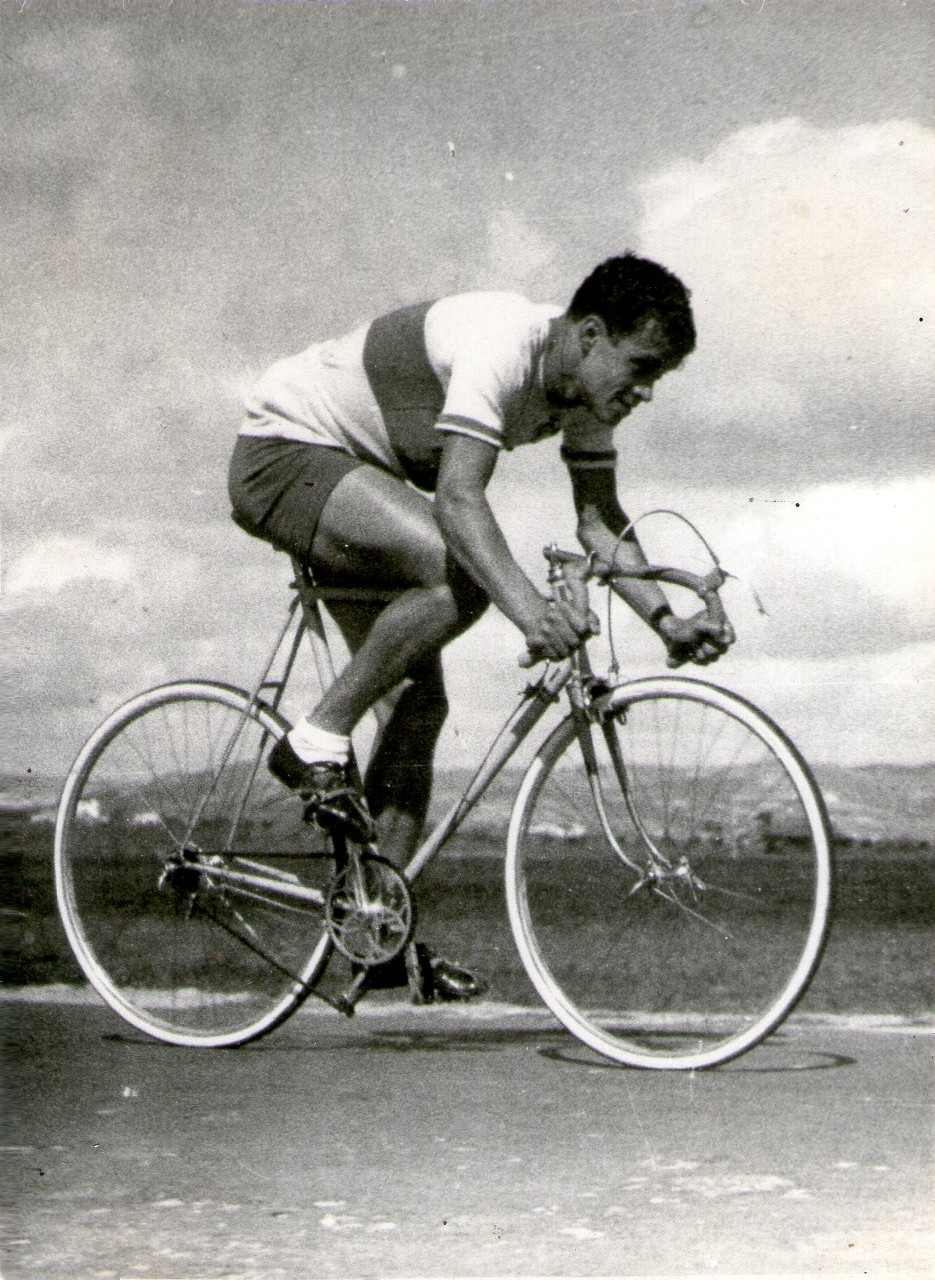
Foto inédita de Eduardo Lopes do álbum de família.

## Breve biografia
Nasce a 22 de Dezembro de 1917, na freguesia de Socorro, Lisboa.
Em 1937 inicia a sua carreira de ciclista na CUF, como amador. Em 1939 passa a profissional. De 1937 a 1947, obtém 47 vitórias em circuitos famosos na época, como o da Bairrada, Mealhada, Torres Vedras, Malveira e Volta a Lisboa, destacando-se a sua vitória no clássico Clássica Porto-Lisboa, em 1942, realizado numa única etapa, com a duração aproximada de 10 horas, num percurso de cerca de 330 Km. Em 1937 vence o Campeonato Nacional de Fundo para Amadores pela CUF e em 1938 o Campeonato Distrital de Velocidade também pela CUF. Em 1939 renova o título de Campeão Distrital de Velocidade e obtém o 9º lugar da Classificação Geral Final na Volta a Portugal. Não era a sua especialidade, nem a sua prova favorita. Corredor de fundo e resistência, como prova a sua vitória no Clássica Porto-Lisboa, era essencialmente um velocista (pista) e sprinter, vencendo os Campeonatos Distrital e Nacional de Velocidade em 1941 pelo Benfica e classificando-se no 2º lugar nos Campeonatos Nacional e Distrital de Velocidade de 1944 ao serviço da Iluminante, aquela que foi a equipa preponderante na sua carreira. Em 1941, ganha as duas primeiras etapas da Volta a Portugal, na equipa do Sport Lisboa e Benfica. Nas participações em competições espanholas, é segundo na Volta a Maiorca em 1942, vencendo uma etapa. Vence o Campeão de Espanha de Velocidade, Juan Plans (7 vezes campeão) em 1943 e obtém um 3º lugar na 3ª etapa da Volta a Espanha, em Badajoz, em 1945. Em 1947, um ano antes de concluir a sua carreira no Sporting Clube de Portugal, sagra-se novamente Campeão Distrital de Velocidade, vencendo os 166 Km Clássicos, o Circuito de Torres Vedras e obtendo o 1º lugar no Prólogo da 1ª Etapa da Volta a Portugal, na pista do Estádio José Alvalade.
Foi conjuntamente com João Lourenço, o maior "pistard" português dos anos 40/50, segundo a UVP-FPC.
Após deixar de competir, foi o treinador e «mestre» de Américo Raposo, tornando-o um dos maiores sprinters e pistards de Portugal. 
Morreu em 22 de Agosto de 1997, vítima de acidente vascular cerebral (AVC), com 79 anos de idade.

## A Clássica Porto-Lisboa
Embora Eduardo Lopes tenha ganho várias corridas e circuitos (47 vitórias oficiais registadas na UCI), a sua vitória mais importante foi na famosa Clássica Porto-Lisboa, em 1942. A Clássica Porto-Lisboa era a corrida mais importante e popular em Portugal, até ao surgimento da Volta a Portugal.
A Clássica Porto-Lisboa, com cerca de 330 Km de distância (cuja primeira edição foi realizada em 1911), o segundo mais longo percurso velocipédico mundial da altura, a seguir ao Bordeaux-Paris (560 Km) e por isso mesmo, muito prestigiado, aquém e além fronteiras.
Eduardo Lopes fez o tempo de 10 horas, 25 minutos e 12 segundos, retirando quase 3 horas ao tempo do vencedor da edição de  1941. O seu tempo recorde manteve-se durante mais 6 edições da prova sendo somente batido em 1956 (14 anos depois) em alguns segundos por Fernando Henriques Silva.

## Carreira desportiva (classificações)
- 1937 - 1º no Circuito da Póvoa (POR)
- 1937 - 1º no Circuito do Cadaval (POR)
- 1937 - 1º no Circuito da Boca do Inferno (POR)
- 1937 - 1º no Grande Prémio de Outono (POR)
- 1937 - 1º no Campeonato Nacional de Fundo, Amadores (POR)
- 1938 - 1º no 1o Circuito de Preparação, Lisboa (POR)
- 1938 - 1º no Campeonato Distrital de Velocidade, Lisboa (POR)
- 1939 - 1º nos 166 Km Clássicos, Lisboa (POR)
- 1939 - 1º no Circuito General Carmona, Cascais (POR)
- 1939 - 1º no Campeonato Distrital de Velocidade, Lisboa (POR)
- 1939 - 9º na Classificação Geral Final da Volta a Portugal (POR)
- 1939 - 2º na 3a etapa da Madrid - Lisboa, Mérida (POR)
- 1939 - 1º nas Duas Horas à Americana, Lumiar Stadium (POR)
- 1939 - 2º na 3a etapa (parte 1) do Madrid-Lisboa, Mérida (ESP)
- 1939 - 7º na Copa España, Barcelona (ESP)
- 1940 - 1º no Lisboa-Santarém-Lisboa (POR)
- 1940 - 1º na 6a etapa da Volta a Portugal, Évora (POR)
- 1940 - 1º na 8a etapa da Volta a Portugal, Castelo Branco (POR)
- 1941 - 1º na 2a etapa da Volta a Portugal, Espinho (POR)
- 1941 - 1º na 1a etapa da Volta a Portugal, Espinho (POR)
- 1941 - 1º no Campeonato Distrital de Velocidade, Lisboa (POR)
- 1941 - 1º no Campeonato Nacional de Velocidade, Lisboa (POR)
- 1942 - 1º no Circuito da Bairrada (POR)
- 1942 - 1º na Volta a Lisboa (POR)
- 1942 - 1º no Porto - Lisboa, Lisboa (POR)
- 1942 - 1º na Gran Gala Internacional, Perseguição, Barcelona (ESP)
- 1942 - 1º na Gran Gala Internacional, Americana, Barcelona (ESP)
- 1942 - 1º na 2a etapa da Volta a Maiorca, Felanitx (ESP)
- 1942 - 2º na 1a etapa da Volta à Catalunha, Montjuich (ESP)
- 1942 - 2º na Vuelta a Mallorca (ESP)
- 1942 - 18º na Classificação Geral Final da Volta à Catalunha (ESP)
- 1943 - 1º nos 50 Km Clássicos (POR)
- 1943 - 1º no Circuito do Estoril (POR)
- 1943 - 1º em Americana, Lisboa (POR)
- 1943 - 1º em Velocidade, Barcelona (ESP)
- 1944 - 1º no Lisboa-Santarém-Lisboa (POR)
- 1944 - 1º no Circuito de Lisboa (POR)
- 1944 - 1º no Circuito de Torres Vedras (POR)
- 1944 - 2º no Campeonato Distrital de Velocidade (POR)
- 1944 - 2º no Campeonato Nacional de Velocidade (POR)
- 1945 - 1º nos 176 Quilómetros (POR)
- 1945 - 1º na etapa 1, parte A do Circuito da Bairrada (POR)
- 1945 - 1º no Circuito da Mealhada (POR)
- 1945 - 1º nos 166 Quilómetros (POR)
- 1945 - 1º no Circuito do Livramento (POR)
- 1945 - 1º no Circuito da Malveira, Malveira (POR)
- 1945 - 3º na 3a etapa da Vuelta a España, Badajoz (ESP)
- 1945 - 1º no Americana, Independentes, Lumiar Stadium (POR)
- 1945 - 1º nas Duas Horas à Americana, Lumiar Stadium (POR)
- 1945 - 3º na 3a etapa da Volta à Espanha, Badajoz (ESP)
- 1946 - 1º nos 166 Quilómetros (POR)
- 1946 - 1º nos 176 Quilómetros (POR)
- 1946 - 1º na 3a etapa da Volta a Portugal, Faro (POR)
- 1946 - 2º no Campeonato Nacional de Fundo (POR)
- 1947 - 1º nos 166 Quilómetros (POR)
- 1947 - 1º no Lisboa-Santarém-Lisboa (POR)
- 1947 - 1º no Circuito de Torres Vedras (POR)
- 1947 - 1º no Campeonato Distrital de Velocidade, Lisboa (POR)
- 1947 - 1º no Prólogo 1a etapa da Volta a Portugal, Lisboa (Pista de Alvalade) (POR)
- 1947 - 8º nas XXIV Horas do Metropolitano, Madrid (ESP)

## Palmarés
| Ano      | 1937 | 1938 | 1939 | 1940 | 1941 | 1942 | 1943 | 1944 | 1945 | 1946 | 1947 | Total |
| -------- | ---- | ---- | ---- | ---- | ---- | ---- | ---- | ---- | ---- | ---- | ---- | ----- |
| Vitórias | 5    | 2    | 4    | 3    | 4    | 6    | 4    | 3    | 8    | 3    | 5    | 47    |